# 2009年蒙地卡羅勞力士大師賽
2009年蒙地卡羅勞力士大師賽，也稱蒙地卡羅大師1000賽，於2009年4月11日至4月19日在摩納哥蒙地卡羅舉行，是第103屆賽事。

## 冠軍

### 男子單打
決賽： 拉斐爾·納達爾 擊敗  諾瓦克·喬科維奇 （6–3、6–1）
- 這是他今年第3個冠軍和職業生涯第34個冠軍。

### 男子雙打
決賽： 丹尼爾·內斯特 /  内纳德·齐莫尼奇 擊敗  鮑勃·布賴恩 /  邁克·布賴恩 （6–4、6–1）

## 外部連結
- 官方網站